# Jeff Brown (tennis)
Pour les articles homonymes, voir Jeff Brown et Brown.
Jeff Brown, né le 15 novembre 1966 à Dubuque dans l'Iowa, est un ancien joueur de tennis professionnel américain.

## Carrière
En 1988, il est finaliste des championnats NCAA par équipe avec l'Université d'État de Louisiane. Il en ressort diplômé en arts libéraux.
En 1990, il remporte deux tournois en double en sortant des qualifications. Associé à son compatriote Scott Melville, il s'impose dans un premier temps au Challenger d'Aptos puis au Championship Series de New Haven après avoir écarté les paires Grabb/P. McEnroe et Leach/Pugh, n°1 mondiaux. Il atteint la même année les demi-finales à Long Island, le 3e tour à l'US Open et remporte le tournoi de Bergen.
En 1991, il est demi-finaliste à Auckland et Bâle, atteint le troisième tour à l'Open d'Australie et Wimbledon et participe aux 9 Masters Series. Il parvient à atteindre une nouvelle fois la finale du tournoi de New Haven. Il met un terme à sa carrière en 1992 et devient en 1994 entraîneur adjoint à l'université de Louisiane puis entraîneur principal en 1998. Il a la particularité de n'avoir jamais joué un seul tournoi en simple dans sa carrière (hors ITF).

## Palmarès

### Titre en double messieurs
| No | Date       | Nom et lieu du tournoi        | Catégorie           | Dotation  | Surface    | Partenaire     | Finalistes                  | Score         |  |
| -- | ---------- | ----------------------------- | ------------------- | --------- | ---------- | -------------- | --------------------------- | ------------- |  |
| 1  | 13-08-1990 | Volvo International New Haven | Championship Series | 825 000 $ | Dur (ext.) | Scott Melville | Goran Ivanišević Petr Korda | 2-6, 7-5, 6-0 |  |

### Finale en double messieurs
| No | Date       | Nom et lieu du tournoi        | Catégorie           | Dotation  | Surface    | Vainqueurs             | Partenaire     | Score    |  |
| -- | ---------- | ----------------------------- | ------------------- | --------- | ---------- | ---------------------- | -------------- | -------- |  |
| 1  | 12-08-1991 | Volvo International New Haven | Championship Series | 825 000 $ | Dur (ext.) | Petr Korda Wally Masur | Scott Melville | 7-5, 6-3 |  |

## Parcours dans les tournois duGrand Chelem

### En double
| Année | Open d'Australie            | Open d'Australie    | Internationaux de France    | Internationaux de France | Wimbledon                  | Wimbledon               | US Open                     | US Open                 |
| ----- | --------------------------- | ------------------- | --------------------------- | ------------------------ | -------------------------- | ----------------------- | --------------------------- | ----------------------- |
| 1990  | —                           | —                   | —                           | —                        | —                          | —                       | 1/8 de finale S. Melville   | P. Annacone D. Wheaton  |
| 1991  | 1/8 de finale S. Salumaa    | S. Davis D. Pate    | 1er tour (1/32) D. Rostagno | F. Clavet C. Costa       | 1/8 de finale B. Garnett   | P. Albano S. Cannon     | 1er tour (1/32) S. Melville | G. Connell G. Michibata |
| 1992  | 1er tour (1/32) S. Melville | P. Albano S. Cannon | 1er tour (1/32) C. Beckman  | M. Keil D. Randall       | 1er tour (1/32) C. Beckman | G. Connell G. Michibata | 1er tour (1/32) P. Lundgren | K. Jones L. Leach       |

N.B. : le nom du ou de la partenaire se trouve sous le résultat ; le nom des ultimes adversaires se trouve à droite.